# Altantsögts
Altantsögts (tiếng Mông Cổ: Алтанцөгц) là một sum của tỉnh Bayan-Ölgii tại miền tây Mông Cổ. Vào năm 2014, dân số của sum là 2.684 người. Dân cư chủ yếu là người Kazakh.

## Địa lý
Điểm cao nhất trên địa bàn sum nằm ở độ cao 4.295 m trên mực nước biển, thấp nhất là 1437 m (bờ sông Khovd). Có rất nhiều hồ và sông tại đây, tiêu biểu là sông Khovd.

### Khí hậu
Khu vực có khí hậu sa mạc lạnh. Nhiệt độ trung bình hàng năm trong khu vực là 2 °C. Tháng ấm nhất là tháng 7, khi nhiệt độ trung bình là 21 °C và lạnh nhất là tháng 1, với -19 °C. Lượng mưa trung bình hàng năm là 263 mm. Tháng mưa nhiều nhất là tháng 7, với lượng mưa trung bình 58 mm và khô nhất là tháng 1, với lượng mưa 2 mm.

## Kinh tế
Sum có một trường học, một bệnh viện, một trung tâm văn hóa và thương mại và dịch vụ, một nhà máy xà phòng và một nhà máy sản xuất thức ăn chăn nuôi.